# Karl von Graffen
Karl von Graffen (6 de junio de 1893-1 de noviembre de 1964) fue un general alemán durante la II Guerra Mundial que ocupó mandos de nivel divisional y de cuerpo. Fue condecorado con la Cruz de Caballero de la Cruz de Hierro de la Alemania Nazi. Graffen fue hecho prisionero en mayo de 1945 por la 85.ª División de Infantería de EE. UU. cerca de Belluno, Italia, y fue liberado en marzo de 1948.

## Condecoraciones
- Cruz de Caballero de la Cruz de Hierro el 18 de agosto de 1942 como Generalmajor y comandante de la 58. Infanterie-Division[1]